# Francesco Pazienza
Pour les articles homonymes, voir Pazienza.
Francesco Pazienza, né le 17 mars 1946 à Monteparano (province de Tarente, Pouilles) et mort le 21 juin 2025 à Sarzana (province de La Spezia, Ligurie),, est un homme d'affaires italien, ex-officier du SISMI, les services de renseignement de l'armée, et qui a également travaillé pour le SDECE puis la DGSE française, ainsi qu'occasionnellement pour la CIA. Il fut à la tête du Super-SISMI en 1980.
Il est impliqué, de près ou de loin, dans de nombreuses affaires des années de plomb, entre autres l'attentat de Bologne de 1980, qui fait 85 morts, ou les négociations avec la Camorra lors de l'enlèvement de Ciro Cirillo en mai-juillet 1981.
Condamné en 1982 pour avoir instrumentalisé des secrets d'État et en 1993 pour son implication dans le scandale de la Banco Ambrosiano, il a obtenu une libération conditionnelle en avril 2007, devenant assistant volontaire public à Lerici. Par la suite, il est de nouveau devenu consultant, travaillant pour des contrats en Afrique.
En tout, il a été condamné à 13 ans de prison, 10 pour obstruction à la justice dans le cadre de l'attentat de Bologne, et 3 pour le krach de la Banco Ambrosiano et association de malfaiteurs. Francesco Pazienza est aussi lié aux services secrets d'Amérique latine, et un ami de Manuel Noriega, le baron de la drogue du Panama.

## Biographie

### Des services secrets franco-italiens à la cavale
Venant de la petite noblesse italienne, Francesco Pazienza obtint un diplôme de médecine à l'Université de Rome ; amateur de plongée sous-marine, sa thèse de doctorat portait sur l'immersion en grandes profondeurs. Il parle cinq langues. Selon la CIA, il crée en 1969 Edilsub Services, une firme modeste consacrée aux travaux sous-marins, qui ne dura guère. Il fonde alors Coiper Spa, qui s'occupe de la manutention des navires, mais qui ne marche pas non plus, et part alors en France, en 1971.
Il y travaille à la Compagnie maritime d'expertises puis à la Cocéan, une société océanographique. Selon lui, il aurait été employé par le commandant Cousteau ; son père, propriétaire d'Usea, une société d'appareillage de plongée, travaillait bien avec celui-là.
C'est à cette époque qu'il aurait rencontré Alexandre de Marenches, le directeur du SDECE, l'ancêtre de la DGSE, ainsi que son chef de cabinet, Michel Roussin. Marenches affirmera par la suite avoir rencontré Pazienza au début des années 1980. Ainsi, Pazienza, devenu consultant, devint honorable correspondant du SDECE dans les années 1970. Il est expert financier pour la firme Interfininvest, du milliardaire Akram Ojjeh (intermédiaire pour les contrats d'armement entre Paris et Riyad), puis s'associe avec l'homme d'affaires Robert Armao. Parallèlement, il est consultant pour Lhor, Italsat, Air liquide, etc. Il joue aussi l'intermédiaire pour le milliardaire grec Ghertsos.
Il effectue alors plusieurs missions, rencontrant Khadafi à Malte pour le compte de Rome, ou Yasser Arafat en tant qu'émissaire du Vatican. Il est en contact aussi bien avec Mgr Marcinkus, qui présida la Banque du Vatican (l'IOR), qu'avec Mgr Silvestrini, chargé des affaires étrangères, et intime avec l'éditeur de L'Osservatore Romano (Raimondo Manzini (en) jusqu'en 1978) ou l'ambassadeur du Vatican à l'ONU. De l'autre côté, il fréquente la Camorra et la mafia sicilienne, s'affichant à Rome à côté de son ami Domenico Balducci, chef de la bande de Magliana.
Lors de l'enlèvement d'Aldo Moro, en mars 1978, il collabore avec la CIA.

#### Le Billygate et l'élection de Reagan
Engagé en 1979 par le SISMI, Francesco Pazienza devint, à 35 ans, l'assistant de son directeur, le général Giuseppe Santovito, et développe à l'intérieur de celui-ci un service secret parallèle, le « Super S », dirigé par lui et quatre autres responsables ; il racontera cela aux juges plus tard. Le Super S aurait travaillé en France, en Italie, en Suisse, aux États-Unis, et dans plusieurs pays du Moyen-Orient (Liban, Arabie saoudite, Maroc). Il déclara en 2009 avoir rencontré Santovito par son neveu, l'ingénieur Luciano Berarducci. 
Il recrute alors le directeur du Washington Quarterly, Michael Ledeen, rencontré à New York à l'été 1980, et présenté par Santovito. Avec Ledeen, il monte le « Billygate », qui conduit le frère du président Jimmy Carter à être accusé d'avoir reçu des fonds de la Libye. Ce scandale, monté avec l'aide du SISMI qui s'efforce de rassembler les informations sur Billy Carter, contribua à l'échec de Carter lors de la présidentielle de novembre 1980. Il piège Billy Carter, qui aurait rencontré Georges Habache, le fondateur du FPLP, lors de l'anniversaire de la révolution libyenne, en obtenant que le journaliste Giuseppe Settineri fasse une interview de l'avocat Michele Papa, et acquérant aussi une photo des festivités par l'intermédiaire de Papa et de Federico Umberto D'Amato (it), le chef des « Affaires réservées » du ministère de l'Intérieur italien. Lorsque La Repubblica lui demande, en 2009, si le Ministère de l'Intérieur italien avait donc interféré avec les élections dans un pays allié, il répond affirmativement, ajoutant que, même sans cette affaire, Carter aurait été défait.
Pazienza connaissait déjà Alexander Haig, chef de SACEUR (l'OTAN en Europe) et qui devint, en 1981, secrétaire d'État, avec Michael Ledeen comme conseiller spécial. Pazienza déclara plus tard que Ledeen, Z-3 au SISMI, aurait reçu plus de 120 000 dollars du SISMI en 1980 ou 1981.
Selon l'ami de Pazienza, Federico Umberto D'Amato (it), des Affaires réservées, après l'élection de Reagan, une période d'intermède vit l'ambassadeur Richard Gardner et la CIA se faire court-circuiter par Pazienza et Michael Ledeen, qui furent, pendant ce « curieux vide », les intermédiaires entre la classe politique italienne et Washington. Les deux hommes organisent des voyages: ainsi, Pazienza prend-il en charge le président de la DC, Flaminio Piccoli, lors de son séjour à Washington début 1981, et lui fait rencontrer Alexander Haig, tout juste nommé secrétaire d'État.
Selon l'ex-secrétaire de Pazienza, Placido Magri, c'est en fait le général Santovito qui ordonna à Pazienza de préparer le terrain aux États-Unis, voyage au cours duquel Pazienza aurait dépensé (sur les fonds du SISMI) plus de 40 millions de lires (200 000 FF). Toujours selon Magri, il aurait aussi profité de l'occasion pour trafiquer de la cocaïne.

#### L'enlèvement de Ciro Cirillo
À la demande, dit-il, de Flaminio Piccoli, Francesco Pazienza joua un rôle clef lors de l'enlèvement de Ciro Cirillo, gouverneur démocrate chrétien de la Campanie (région de Naples), entre mai et juillet 1981, en agissant comme intermédiaire entre les milieux de la DC, le SISMI et Raffaele Cutolo, le parrain de la Camorra alors emprisonné, ainsi que son bras droit, Vincenzo Casillo, afin de négocier sa libération auprès de la colonne des Brigades rouges dirigée par le criminologue Giovanni Senzani,. 
Selon Fabrizio Calvi et Olivier Schmidt (1988), l'enquête ultérieure révéla que les services secrets, dont Francesco Pazienza, avaient récupéré lors de l'opération presque autant d'argent que la rançon versée, qui se serait élevée à plus de 3 milliards de lires; la moitié aurait été détournée par le ministre de la Défense et trois chefs du SISMI, le général Pietro Musumeci, le général Santovito et Pazienza. 
La journaliste Milena Gabalenni (2009), de La Repubblica, affirme cependant que la rançon s'élevait à 1,5 milliard de lires, que les BR en auraient reçu 1 450 millions, et que les derniers 50 millions auraient été, selon la rumeur, empochées par Pazienza.
Ce dernier raconta lui-même une partie de cet épisode dans un livre de 1999 intitulé Le Désobéissant, bien qu'il continue à nier, en 2009, avoir touché quelque chose.

#### P2 et la chute de Pazienza, agent de la DGSE
Tout comme son supérieur Santovito, Francesco Pazienza travailla au SISMI jusqu'à ce qu'éclate le scandale de Propaganda Due (P2), la loge secrète néofasciste de Licio Gelli, en 1981. Bien que son nom ne figure pas sur la liste (partielle) des piduistes, celle de Santovito y est bien. De plus, Fabrizio Calvi et Olivier Schmidt (1988), qui rapportent cette information, ajoutent ailleurs que la carrière de Pazienza au sein de P2 fut « fulgurante », passant du premier grade maçonnique au troisième entre mars et juillet 1980. La journaliste Milena Gabanelli (2009) le décrit aussi comme « bras droit de Licio Gelli ». 
Le scandale P2 force Francesco Pazienza à démissionner officiellement du SISMI en avril 1981. Il devient alors collaborateur de Roberto Calvi, le « banquier de Dieu », qu'il avait rencontré lors d'une réunion du FMI à Washington, en 1978. Calvi pense en effet se servir de ses contacts auprès de l'administration Reagan. 
Avec l'assassinat de Calvi, retrouvé mort à Londres en juin 1982, le scandale concomitant de la Banco Ambrosiano, et une inculpation de détournement des enquêtes judiciaires concernant l'attentat de Bologne de 1980, Pazienza entra en cavale. Son dossier disparut alors des bureaux du SISMI.
Arrivé aux États-Unis, menacé de mort, il fit l'objet d'une requête d'extradition en 1984, mais ne sera arrêté que le 4 mars 1985,,. 
De sa prison américaine, il parle, pour sauver sa vie, et révèle ainsi que le Vatican a détourné une bonne partie du 1,3 milliard de dollars parti en fumée lors de la faillite d'Ambrosiano. Sommes qui ont financé Solidarnosc en Pologne, l'IRA en Irlande et des groupes intégristes latino-américains, ennemis de la théologie de la libération. Les informations de Pazienza permettront à la justice italienne de réclamer au Vatican l'extradition de Marcinkus, qui s'enfuit aux États-Unis. En 2009, il déclara avoir lui-même transmis 4 millions de dollars, provenant d'un compte mixte du Crédit suisse appartenant à l'IOR et à la Banco Ambrosiano, à Solidarnosc pour financer la grève.
Après une procédure d'appel, il fut extradé le 19 juin 1986,. L'arrêt du procès de la chambre criminelle de Rome, du 29 juillet 1985, affirme qu'à cette date, Pazienza travaillait toujours pour la DGSE. Après interrogation, il est mis en liberté provisoire en décembre 1986. 
Le 7 janvier 1987, les États-Unis, qui n'avaient accordé l'extradition que pour l'affaire Ambrosiano, autorisent la justice italienne à poursuivre Pazienza dans le cadre de l'enquête sur l'attentat de Bologne : il est immédiatement arrêté. Il menace alors, via presse interposée, Reagan et Al Haig de révéler des informations sur des « assassinats politiques » hors d'Italie.

### Mehmet Ali Ağca et la « piste bulgare » dans la tentative d'assassinat du Pape
Après la tentative d'assassinat de Jean-Paul II du 13 mai 1981, Francesco Pazienza prétend qu'avec Alexandre de Marenches, chef du SDECE, il aurait informé le Vatican, six mois auparavant, que l'URSS préparait cet assassinat. Marenches confirma ces déclarations. 
Peu après que le magistrat chargé du procès de Mehmet Ali Ağca, accusé d'avoir tenté d'assassiner le Pape, ait exigé pazienza (« patience ») dans la salle, l'inculpé, membre des Loups gris, déclara que Pazienza l'avait visité dans sa cellule à la prison d'Ascoli Piceno de Rome, afin de lui proposer sa libération s'il affirmait que la Bulgarie avait commandité l'assassinat,,. 
Ceci fut aussi affirmé par le camorriste Giuseppe Cillieri, tandis que le repenti de la Camorra, Giovanni Pandico, proche de Raffaele Cutolo, déclara que le général Pietro Musumeci avait fait pression sur Ali Ağca. Le camorriste Vincenzo Casillo, que Pazienza avait rencontré lors des négociations concernant Cirillo, affirma également qu'Ali Ağca avait été visité à de nombreuses reprises par le SISMI lors de sa détention.
Francesco Pazienza nia, de sa prison new-yorkaise, avoir eu quelque lien que ce soit avec Ağca,. Mais il reconnut avoir été à l'origine de la « piste bulgare », déclarant avoir rencontré la journaliste américaine Claire Sterling (en) à ce sujet et lui avoir fourni la plupart des informations de son livre, The Terror Network (en) (1981), et de ses articles. Sterling était une vieille amie de Michael Ledeen ; elle nia avoir rencontré Pazienza, mais avoua avoir vu deux fois son supérieur, le général Santovito. 
Le magistrat italien Ilario Martella interrogea alors Pazienza à New York au sujet de la tentative d'assassinat contre le Pape, et abandonna peu de temps après la thèse selon laquelle Agca aurait reçu des instructions, avant la tentative d'assassinat, de certains éléments du SISMI,.

### Les néofascistes italiens et turcs à Miami
Alors que Francesco Pazienza était détenu par les douaniers américains, il fut interrogé au sujet de la faillite de Banco Ambrosiano, la banque liée au Vatican et dirigée par Roberto Calvi. Il affirma par la suite que les douaniers lui avaient dit que Stefano Delle Chiaie avait été vu à Miami en compagnie d'un Turc non identifié, ce qu'il ré-affirma lors de son procès concernant l'attentat de Bologne de 1980. À l'époque, on pensa à Oral Çelik, mais cela aurait pu être plutôt Abdullah Çatlı, le numéro deux des Loups gris, groupe ultranationaliste turc infiltré par Gladio, les réseaux anticommunistes liés à l'OTAN.

### Attentat de Bologne
En 1988, Francesco Pazienza fut condamné pour avoir tenté d'égarer la justice lors des enquêtes sur l'attentat de Bologne (août 1980) ayant fait plus de 80 morts, aux côtés de Licio Gelli, le grand-maître de Propaganda Due, du général Pietro Musumeci, directeur du SISMI, et du colonel du SISMI Giuseppe Belmonte. 
Il était notamment accusé, avec le général Musumeci, d'avoir placé une valise d'explosifs sur le train Taranto-Milan en janvier 1981, du même type que ceux utilisés dans la gare de Bologne, afin d'égarer les pistes. 
Tous les accusés furent acquittés en appel, le 18 juillet 1990,, mais après un nouveau procès, Francesco Pazienza fut en dernière instance condamné à dix ans de prison pour cette affaire. En 1988, le procureur Libero Mancuso en réclamait 15.
L'arrêt de la cour entérina l'existence d'une « vaste association subversive » entre des groupes néofascistes, la loge P2 et Pazienza, le général Musumeci et d'autres membres du SISMI en vue de favoriser une stratégie de la tension afin de déstabiliser les institutions démocratiques.
En 2009, Francesco Pazienza a prétendu que le SISMI avait tenté d'égarer les enquêteurs afin de les écarter d'une piste menant à la Libye, ce qui aurait lourdement affecté, dit-il, les affaires de Fiat et d'Eni : selon lui, cet attentat serait une représailles de la Libye contre l'Italie, de même que l'affaire d'Ustica (explosion en plein vol de l'avion Aerolinee Itavia Flight 870 le 27 juin 1980). Il affirme en outre qu'il aurait été condamné, parce que, ayant été choisi, dit-il, par les Américains pour remplacer Licio Gelli à la tête de P2, et devenu son bras droit, il aurait été automatiquement impliqué dans l'obstruction à la justice menée par Gelli. Ces déclarations ne concordent absolument pas avec les résultats de l'enquête officielle, qui attribuent bien l'attentat à un complot organisé par l'extrême droite, le SISMI et P2, et relèvent probablement de la désinformation. Quant à l'affaire du vol 870, elle n'a jamais été éclaircie, mais l'enquête actuelle s'oriente vers un tir de missiles d'un avion de l'OTAN qui visait à l'origine un MiG libyen.
Francesco Pazienza a également été condamné pour « favoritisme » pour avoir fait transporter un certain Balducci, bras droit de Pippo Calo, le chef de la Banda di Maggliana, sur un avion des services secrets. Selon lui, cette « faveur » lui avait été demandée par le préfet Umberto D'Amato.
Selon lui, toutes ces condamnations (13 ans de prison) sont injustes : il prétend n'avoir été coupable de… rien.

### Source originale partielle
- (en) Cet article est partiellement ou en totalité issu de l’article de Wikipédia en anglais intitulé « Francesco Pazienza » (voir la liste des auteurs).

### Vidéo
- Interview de Pazienza, La Repubblica, 30 janvier 2009 (cf. aussi Milena Gabalenni, "Io, Gelli e la strage di Bologna" Ecco le verità della super-spia, La Repubblica, 30 janvier 2009)